# Momostenango
Momostenango est une ville du Guatemala située dans le département de Totonicapán.

## Géographie
Les frontières de Momostenango sont au nord avec les municipalités de Malacatancito (Huehuetenango), San Bartolo et Santa Lucía La Reforma, au sud avec San Francisco El Alto et la ville de Totonicapán, à l'est avec Santa María Chiquimula, et à l'ouest avec San Carlos Sija (Quezaltenango).
Le territoire de la ville de 305 km2 a une topographie montagneuse, avec des altitudes comprise entre 1 800 m au nord-est, jusqu'à 3 300 m (Cerro Tená) à l'ouest. Les montagnes de la frontière occidentale sont une ligne de partage des eaux entre les bassins versants des rivières Salinas et Samalá. La plupart des 49 cours d'eau sont des tributaires de la rivière Chixoy dans le bassin versant de la Salinas.
Comme la plupart des hauts plateaux, le climat est relativement froid et est marqué d'une saison pluvieuse commençant à la mi-mai et une saison sèche commençant en octobre. Les précipitations annuelles avoisinent les 1 200 mm, sauf pour la partie la plus au nord, plus sèche, qui reçoit entre 400 et 800 mm de pluies.

## Population
La population de Momostenango est principalement constituée de descendants des Quichés. 70% de la population vit dans des zones rurales et la plupart sont de petits agriculteurs qui cultivent du maïs et des haricots pour leur propre consommation, ainsi que du blé.
La municipalité est divisée en 14 villages et 169 communautés plus petites appelées caseríos ou parajes.
Momostenango est la ville natale du poète Quiché Humberto Ak'ab'al (1952-2019), qui écrit en k'iche' et en espagnol.

## Communautés
La municipalité de Momostenango est divisée en plusieurs unités administratives. Les principales sont les suivantes :

### Villes (Pueblos)
- Momostenango : siège municipal

### Villages (Aldeas)
- Chinimabé
- Los Cipreses
- Nicajá
- Patulup
- Pitzal
- Santa Ana
- San Antonio Pasajoc
- San Vicente Buenabaj
- Tierra Blanca
- Tierra Colorada
- Tunayac
- Tzanjon
- Xequemeyá
- Xolajap

### Hameaux (Caseríos)
- Caserio Pasuc Momostenango
- Canquixajá
- Chojonacruz
- Chonimatux
- Choxacol
- Chuiabaj
- Jutacaj
- Nimtzituj
- Pancá
- Pologua
- Pueblo Viejo
- Rachoquel
- San José Sigüila
- Xeabaj

### Lieux-dits (Parajes)
- Chicorral
- Pamumus